# 壱志濃王
壱志濃王（いちしのおう、天平5年（733年） - 延暦24年11月12日（805年12月6日））は、奈良時代後期から平安時代初期にかけての皇族。天智天皇の孫である湯原王の第二子。官位は正三位大納言。贈従二位。

## 経歴
称徳朝の天平神護3年（767年）无位から従五位下に直叙される。
宝亀元年（770年）伯父の光仁天皇が即位すると、他の従兄弟の諸王が春日宮御宇天皇（志貴皇子）の皇孫として二世王待遇となって従四位下の叙位を受けるが、壱志濃王は翌宝亀2年11月（772年1月）になってから四階昇進して従四位下に叙せられている。光仁朝において天皇の甥として重きを成し、桓武朝も含めて以下の通り朝廷の重大な祭祀の使者を多く務めた。
- 宝亀9年（778年）正月に光仁天皇皇后の井上内親王の改葬のために派遣[1]
- 宝亀9年（778年）5月に光仁天皇の異母姉の坂合部内親王の喪事を監護[2]
- 天応元年（781年）12月に光仁天皇皇子の薭田親王の喪事を監護[3]
- 天応2年（782年）8月に光仁天皇陵を改葬するために大和国へ派遣[4]
- 延暦4年（785年）10月に皇太子・早良親王を廃した事情を告げるために光仁天皇陵へ派遣[5]
- 延暦7年（788年）5月に桓武天皇の夫人・藤原旅子の喪事を監護[6]
- 延暦9年（790年）閏3月に桓武天皇の皇后・藤原乙牟漏の喪事にて山作司を担当[7]

またこの間、宝亀9年（778年）縫殿頭、宝亀10年（779年）右大舎人頭、宝亀11年（780年）左大舎人頭と京官を歴任した。
従兄弟にあたる桓武天皇とは酒飲み仲間であったと伝えられ、天応元年（781年）の桓武天皇即位後まもなく従四位上に叙され、天応2年（782年）治部卿、延暦5年（786年）正四位下への叙任を経て、延暦6年（787年）参議に任ぜられ公卿に列した。
延暦12年（793年）賀茂大神と伊勢神宮へ平安京遷都を告げる使者に任じられ、同年従三位に叙せられた。その後も延暦13年（794年）中納言、延暦17年（798年）には正三位大納言（弾正尹を兼ねる）に昇進し、太政官において右大臣の神王に次ぐ位置を占めた。延暦24年（805年）11月12日薨去。享年73。最終官位は大納言正三位兼弾正尹。桓武天皇は壱志濃王の死を悲しんで従二位の位階を贈位した。

## 人物
豪放な性格で礼法に拘らない人物であった。酒を飲むとよくしゃべり笑った。桓武天皇と酒を飲んで楽しい気分になるといつも昔語りをし、天皇もこれに満足していたという。

## 官歴
注記のないものは『六国史』による。
- 天平神護3年（767年） 正月18日：従五位下（直叙）
- 宝亀2年（771年） 11月25日：従四位下（越階）
- 宝亀9年（778年） 8月20日：縫殿頭
- 宝亀10年（779年） 9月：右大舎人頭[11]
- 宝亀11年（780年） 9月：左大舎人頭[11]
- 天応元年（781年） 4月15日：従四位上
- 天応2年（782年） 閏正月17日：兼讃岐守。2月14日：治部卿
- 延暦5年（786年） 正月7日：正四位下。9月29日：山城国班田使長官
- 延暦6年（787年） 8月16日：参議
- 延暦12年（793年） 正月26日：兼越前守[11]。6月：従三位[11]
- 延暦13年（794年） 10月27日：中納言[11]
- 延暦17年（798年） 7月5日：兼弾正尹[11]。8月16日：正三位・大納言[11]
- 延暦24年（805年） 11月12日：薨去（大納言正三位兼弾正尹）、贈従二位